# 本新島村 (千葉県)
本新島村（もとしんしまむら）は、千葉県香取郡にかつて存在した村である。
現在の香取市の北部に位置している。現在の茨城県稲敷市に編入された地域にある本新島郵便局にその名をとどめる。

## 地理
- 現在の香取市、旧佐原市の北西部、現在の稲敷市、旧東町の南東部に位置する。
- 村域のほとんどは平地である。
- 村内は利根川が流れている。

## 歴史

### 沿革
- 1889年（明治22年）4月1日 - 町村制施行に伴い、上之島村、上須田村、西代村、野間谷原村、石納村、飯島村、川尻村、大戸村の新田が合併して千葉県香取郡本新島村が発足[1][2]。
- 1899年（明治32年）4月1日 - 市町村合併により本新島村は消滅。
  - 本新島村の一部（大戸新田、川尻、野間谷原と飯島、石納の各一部）は東大戸村と合併し千葉県香取郡東大戸村が新設。
  - 本新島村の残部（上之島、上須田、西代と石納、飯島の各一部）は佐原町の一部（佐原新田の一部）、新島村の一部（八筋川、大島、三島、境島のうち横利根川より西側）とともに合併して茨城県稲敷郡本新島村を新設。

### 変遷表
| 十余島村村域の変遷表 | 十余島村村域の変遷表 | 十余島村村域の変遷表 | 十余島村村域の変遷表 | 十余島村村域の変遷表     | 十余島村村域の変遷表   | 十余島村村域の変遷表   | 十余島村村域の変遷表   | 十余島村村域の変遷表 | 十余島村村域の変遷表 |
| 1868年 以前          | 1868年 以前          | 1868年 以前          | 明治22年 4月1日      | 明治22年 - 昭和19年      | 昭和20年 - 昭和64年    | 平成元年 - 現在        | 平成元年 - 現在        | 現在                 |                      |
| -------------------- | -------------------- | -------------------- | -------------------- | ------------------------ | ---------------------- | ---------------------- | ---------------------- | -------------------- | -------------------- |
| 香取郡               |                      | 石納村               | 本新島村             | 昭和29年7月15日 本新島村 | 昭和30年1月5日 東村    | 平成8年9月1日 町制     | 平成17年3月22日 稲敷市 | 茨城県 稲敷市        |                      |
| 香取郡               | 上須田村             |                      | 本新島村             | 昭和29年7月15日 本新島村 | 昭和30年1月5日 東村    | 平成8年9月1日 町制     | 平成17年3月22日 稲敷市 | 茨城県 稲敷市        |                      |
| 香取郡               | 上之島村             |                      | 本新島村             | 昭和29年7月15日 本新島村 | 昭和30年1月5日 東村    | 平成8年9月1日 町制     | 平成17年3月22日 稲敷市 | 茨城県 稲敷市        |                      |
| 香取郡               | 西代村               |                      | 本新島村             | 昭和29年7月15日 本新島村 | 昭和30年1月5日 東村    | 平成8年9月1日 町制     | 平成17年3月22日 稲敷市 | 茨城県 稲敷市        |                      |
| 香取郡               | 飯島村               |                      | 本新島村             | 昭和29年7月15日 本新島村 | 昭和30年1月5日 東村    | 平成8年9月1日 町制     | 平成17年3月22日 稲敷市 | 茨城県 稲敷市        |                      |
| 香取郡               |                      | 川尻村               | 本新島村             | 昭和29年7月15日 東大戸村 | 昭和26年3月15日 佐原市 | 平成18年3月27日 香取市 | 平成18年3月27日 香取市 | 千葉県 香取市        |                      |
| 香取郡               | 野間谷原村           |                      | 本新島村             | 昭和29年7月15日 東大戸村 | 昭和26年3月15日 佐原市 | 平成18年3月27日 香取市 | 平成18年3月27日 香取市 | 千葉県 香取市        |                      |
| 香取郡               | 大戸村の新田         |                      | 本新島村             | 昭和29年7月15日 東大戸村 | 昭和26年3月15日 佐原市 | 平成18年3月27日 香取市 | 平成18年3月27日 香取市 | 千葉県 香取市        |                      |
| 香取郡               | 石納村の一部         |                      | 本新島村             | 昭和29年7月15日 東大戸村 | 昭和26年3月15日 佐原市 | 平成18年3月27日 香取市 | 平成18年3月27日 香取市 | 千葉県 香取市        |                      |
| 香取郡               | 飯島村の一部         |                      | 本新島村             | 昭和29年7月15日 東大戸村 | 昭和26年3月15日 佐原市 | 平成18年3月27日 香取市 | 平成18年3月27日 香取市 | 千葉県 香取市        |                      |

## 人口
総数 [単位： 人]
| 1891年（明治24年） | 2,475 |